# Ружиці-Жмійові
Ружиці-Жмійові (пол. Różyce Żmijowe) — село в Польщі, у гміні Паженчев Зґерського повіту Лодзинського воєводства.
Населення — 93 особи (2011).

## Демографія
Демографічна структура станом на 31 березня 2011 року:
|          | Загалом | Допрацездатний вік | Працездатний вік | Постпрацездатний вік |
| -------- | ------- | ------------------ | ---------------- | -------------------- |
| Чоловіки | 50      | 7                  | 36               | 7                    |
| Жінки    | 43      | 7                  | 25               | 11                   |
| Разом    | 93      | 14                 | 61               | 18                   |